# Copa de Bélgica de waterpolo masculino
La Copa de Bélgica de waterpolo masculino es la segunda competición más importante de waterpolo masculino entre clubes belgas. Fue creada en 1990.

## Historial
Estos son los ganadores de liga:
- 2010: KZ Kortrijk
- 2009: KZ Kortrijk
- 2008: KZ Kortrijk
- 2007: KZ Kortrijk
- 2006: KZ Kortrijk
- 2005: KZ Kortrijk
- 2004: Royal Dauphins Mouscronnois
- 2003: Antwerpse Scaldis
- 2002: Royal Dauphins Mouscronnois
- 2001: KZ Kortrijk
- 2000: Antwerpse Scaldis
- 1999: KZ Kortrijk
- 1998: KZ Kortrijk
- 1997: Royal Dauphins Mouscronnois
- 1996: KZ Kortrijk
- 1995: CN Tournai
- 1994: KZ Kortrijk
- 1993: CN Tournai
- 1992: CN Tournai
- 1991: CN Tournai
- 1990: Antwerpse